# 오스트레일리아의 마천루 목록
오스트레일리아의 마천루 목록이다.

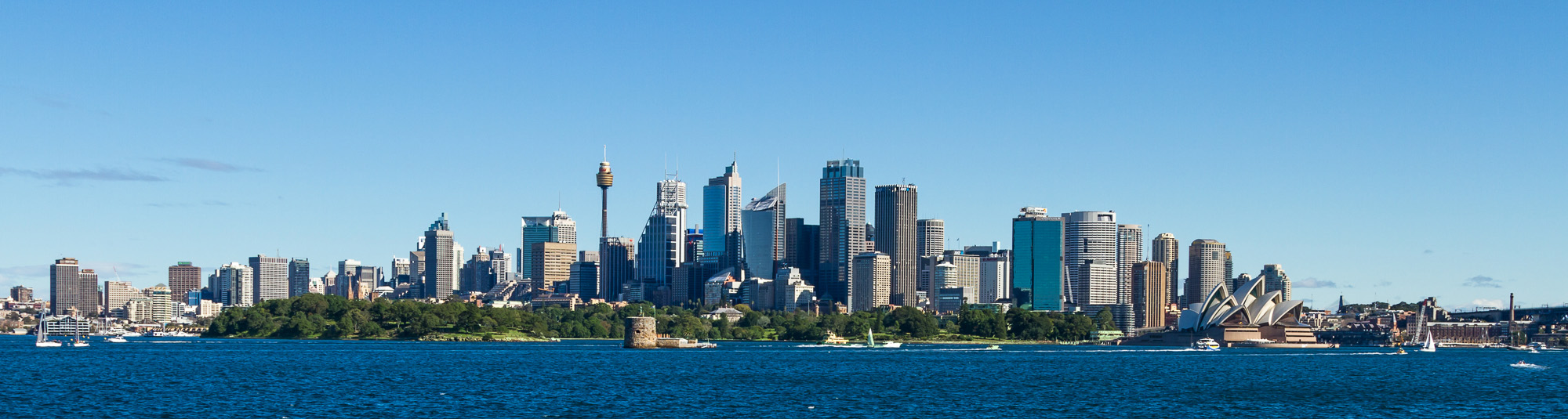
시드니는 가장 높은 마천루의 고향이다.

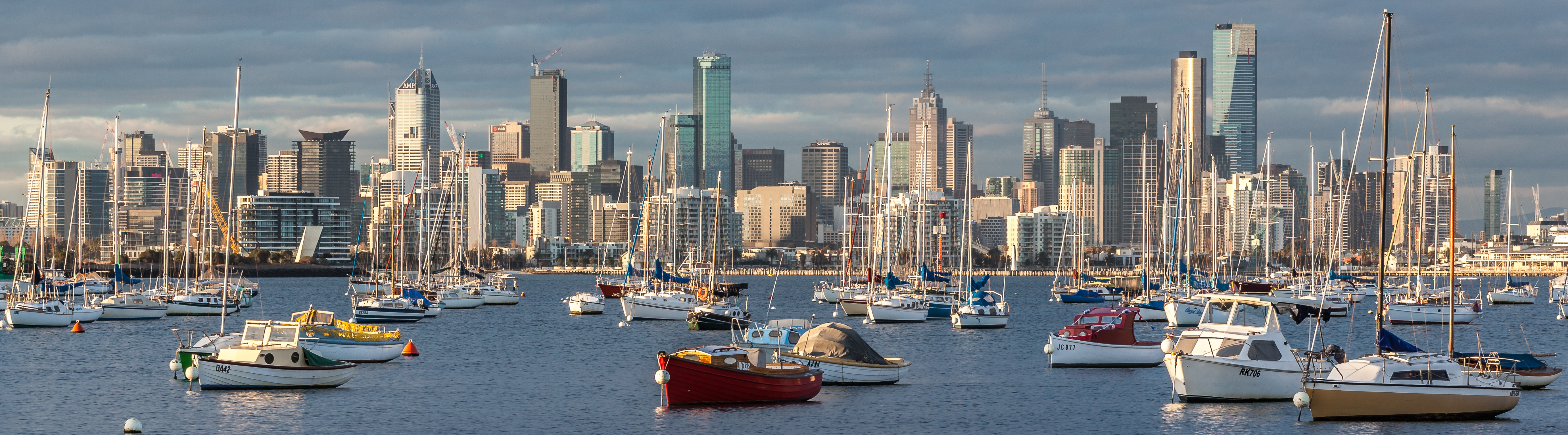
멜버른은 150 미터 이상의 높이와 함께 나라에서 가장 높은 마천루의 고향이다.

오스트레일리아는 인구 5백만이 넘는 세계에서 가장 인구가 많은 다른 나라보다 1인당 더 많은 마천루를 보유하고 있으며 미국과 캐나다와 함께 초고층 빌딩 붐을 일으키는 세계 최초의 국가 중 하나다. 오스트레일리아 최초의 마천루는 당시 멜버른의 철거된 APA 빌딩으로, 1889년에 완공되었다. 이 건물은 당시 세계에서 가장 높은 건물 중 하나였다. 고층 건물 및 도시 서식지 협의회가 오늘 150미터를 초과하는 건물로 정의한 미국 최초의 초고층 건물은 1967년에 완공된 시드니의 오스트레일리아 스퀘어 타워였다.
높이가 150미터를 초과하는 대부분의 오스트레일리아 건물은 뉴 사우스 웨일즈, 퀸즈랜드 및 빅토리아의 동부 주에 위치하고 있으며 웨스턴 오스트레일리아에서는 소수다. 오스트레일리아의 다른 주와 테리토리에는 정의 된대로 고층 건물이 없지만 모두 고층 빌딩으로 구성되어 있다.

## 가장 높은 마천루
이 목록에는 높이 200 미터 (656.2 피트)에 달하는 오스트레일리아에서 가장 높고 완공된 마천루 중 가장 높은 마천루가 포함되어 있으며 세계초고층도시건축학회(CTBUH) 공식 높이에 따라 순위가 매겨진다. 등급 뒤에 오는 등호 (=)는 두 개 이상의 마천루 간에 동일한 높이를 나타낸다.(이 경우 가장 높은 층 수의 마천루가 먼저 나열된다.) "연도"열은 완료 연도를 나타낸다. 목록에는 관측탑, 방송탑, 송전탑 및 굴뚝과 같은 구조와는 달리 거주 가능한 마천루만 포함된다.
공식 높이('O'로 표시)는 첨탑을 포함하고 방송탑과 안테나는 제외하므로 '건축물 높이'라고도 한다. 이것은 첨탑이 마천루의 디자인에서 필수적인 부분을 형성하고 마스트와 안테나가 순수하게 기능적으로 작용하지 않기 때문이다. 여기에는 '첨탑을 제외한 높이'('ES'로 표시)가 포함되어 있으며 여기에는 건축 첨탑을 제외한 전체 건축 구조가 포함된다. 이것은 CTBUH에서 사용하는 방법은 아니지만 그럼에도 불구하고 개념은 초고층 애호가들에 의해 자주 언급된다.
| 순위 | 이름                         | 사진 | 위치       | 높이: m (ft)  | 높이: m (ft) | 층수 | 완공연도 | 비고 | 각주              |
| 순위 | 이름                         | 사진 | 위치       | O             | ES           | 층수 | 완공연도 | 비고 | 각주              |
| ---- | ---------------------------- | ---- | ---------- | ------------- | ------------ | ---- | -------- | --- | ----------------- |
| 1    | Q1                           |      | 골드코스트 | 322.5 (1,058) | 275 (902)    | 78   | 2005     | 2005년부터 골드코스트와 오스트레일리아에서 가장 높은 마천루이다. 세계에서 여섯 번째로 높은 주거용 마천루이다. Q1은 퀸즐랜드 넘버원(Queensland Number One)의 약자였다. | [ 3 ] [ 4 ]       |
| 2    | 유레카 타워                  |      | 멜버른     | 297.3 (975)   | 297.3 (975)  | 91   | 2006     | 2006년부터 멜버른에서 가장 높은 마천루이다. 지붕이 오스트레일리아에서 가장 높은 마천루이다.                                                                           | [ 5 ] [ 6 ] [ 7 ] |
| 3    | 120 콜린스 스트리트          |      | 멜버른     | 265 (869)     | 222.15 (729) | 52   | 1991     | 오스트레일리아에서 가장 높은 사무실 마천루이다. 1991년부터 2005년까지 오스트레일리아에서 가장 높은 마천루였다.                                                        | [ 8 ] [ 9 ]       |
| 4    | 101 콜린스 스트리트          |      | 멜버른     | 260 (853)     | 195 (640)    | 50   | 1991     | 지붕이 오스트레일리아에서 23번째로 높은 마천루이다. 1991년 오스트레일리아에서 가장 높은 마천루이다.                                                                   | [ 10 ] [ 11 ]     |
| 5    | 1 윌리엄 스트리트            |      | 브리즈번   | 259.8 (852)   | 224 (735)    | 46   | 2016     | 2016년 이후 브리즈번에서 가장 높은 마천루이다. | [ 12 ]            |
| 6    | 프리마 펄                    |      | 멜버른     | 254 (833)     | 254 (833)    | 72   | 2014     | 지붕이 오스트레일리아에서 두 번째로 높은 마천루이다. | [ 13 ]            |
| 7    | 리얄토 타워                  |      | 멜버른     | 251.1 (824)   | 251.1 (824)  | 63   | 1986     | 지붕이 오스트레일리아에서 가장 높은 사무실 마천루이다. 1986년부터 1991년까지 오스트레일리아에서 가장 높은 마천루였다.                                                 | [ 14 ] [ 15 ]     |
| =8   | 인피니티 타워                |      | 브리즈번   | 249 (817)     | 249 (817)    | 81   | 2013     | 2013년부터 2016년까지 브리즈번에서 가장 높은 마천루였다. | [ 16 ]            |
| =8   | 센트럴 파크                  |      | 퍼스       | 249 (817)     | 226 (741)    | 51   | 1992     | 1992년부터 퍼스에서 가장 높은 마천루이다. | [ 17 ] [ 18 ]     |
| 10   | 치플리 타워                  |      | 시드니     | 244 (801)     | 216 (709)    | 53   | 1992     | 1992년부터 시드니에서 가장 높은 마천루이다. | [ 19 ]            |
| =11  | 솔레일                       |      | 브리즈번   | 243 (797)     | 243 (797)    | 74   | 2011     | 지하실을 포함한 오스트레일리아에서 두 번째로 높은 마천루이다. | [ 20 ]            |
| =11  | 시티그룹 센터                |      | 시드니     | 243 (797)     | 206 (676)    | 50   | 2000     | 시드니에서 두 번째로 높은 마천루이다. | [ 21 ]            |
| 13   | 소울                         |      | 골드코스트 | 242.6 (796)   | 242.6 (796)  | 77   | 2012     | 옥상에 오스트레일리아에서 네 번째로 높은 마천루이다. | [ 22 ]            |
| 14   | 도이치 뱅크 플레이스         |      | 시드니     | 240 (787)     | 193 (633)    | 39   | 2005     | 톱 30 지붕에 최단 마천루이다. | [ 23 ] [ 24 ]     |
| 15   | 브룩필드 플레이스            |      | 퍼스       | 234.4 (769)   | 234.4 (769)  | 46   | 2011     | 시티 스퀘어 또는 BHP 시티 스퀘어라고도 한다. | [ 25 ]            |
| 16   | 월드 타워                    |      | 시드니     | 230 (755)     | 230 (755)    | 73   | 2004     | 2004년 청동 엠포리스 스카이 스크래퍼 상 수상 | [ 26 ] [ 27 ]     |
| 17   | 비전 아파트먼트              |      | 멜버른     | 229 (751)     | 229 (751)    | 70   | 2016     | 2016년 7월에 1위를 차지했다. | [ 28 ]            |
| 18   | MLC 센터                     |      | 시드니     | 228 (748)     | 228 (748)    | 60   | 1977     | 1977년부터 1986년까지 오스트레일리아에서 가장 높은 마천루였다. | [ 29 ] [ 30 ]     |
| 19   | 거버너 필립 타워             |      | 시드니     | 227 (745)     | 227 (745)    | 54   | 1993     | 오스트레일리아 최초의 정부 청사 사이트 통합 | [ 31 ] [ 32 ]     |
| =20  | 568 콜린스 스트리트          |      | 멜버른     | 224 (735)     | 224 (735)    | 68   | 2015     | 2015년 4월 마무리 됨 | [ 33 ] [ 34 ]     |
| =20  | 버크 플레이스                |      | 멜버른     | 224 (735)     | 224 (735)    | 49   | 1991     | 30m 통신 마스트가 마천루 꼭대기에 있다. | [ 35 ] [ 36 ]     |
| 22   | 언스트 & 영 타워 앳 래티튜드 |      | 시드니     | 222 (728)     | 192 (630)    | 45   | 2004     | | [ 37 ] [ 38 ]     |
| 23   | 서커스 온 카빌 노스 타워     |      | 골드코스트 | 219.5 (720)   | 219.5 (720)  | 70   | 2007     | | [ 39 ] [ 40 ]     |
| 24   | 오로라 플레이스              |      | 시드니     | 218.9 (718)   | 188 (617)    | 41   | 2001     | | [ 41 ] [ 42 ]     |
| =25  | 라이트 하우스 멜버른         |      | 멜버른     | 218 (715)     | 218 (715)    | 69   | 2018     | 2017년 2월에 1위를 차지했다. | [ 43 ]            |
| =25  | 텔스트라 코퍼렛 센터         |      | 멜버른     | 218 (715)     | 193 (633)    | 47   | 1992     | | [ 44 ] [ 45 ]     |
| 27   | 인터네셔널 타워즈 1          |      | 시드니     | 217 (711)     | 217 (711)    | 49   | 2016     | | [ 46 ]            |
| 28   | 뱅크웨스트 타워              |      | 퍼스       | 214 (702)     | 214 (702)    | 50   | 1988     | 33m 통신 마스트가 마천루 꼭대기에 있다. | [ 47 ] [ 48 ]     |
| 29   | 더 타워 앳 멜버른 센트릴     |      | 멜버른     | 211 (692)     | 211 (692)    | 54   | 1991     | 멜버른의 주요 쇼핑, 사무실 및 대중 교통 허브의 일부다. | [ 49 ] [ 50 ]     |
| 30   | 오로라                       |      | 브리즈번   | 207 (679)     | 207 (679)    | 69   | 2006     | | [ 51 ] [ 52 ]     |
| 31   | 프레쉬워터 플레이스          |      | 멜버른     | 205 (673)     | 205 (673)    | 63   | 2005     | 사무실 / 주거 단지의 주거 부분 | [ 53 ] [ 54 ]     |
| 32   | EQ 타워                      |      | 멜버른     | 202.7 (665)   | 202.7 (665)  | 63   | 2017     | 2016년 10월에 1위를 차지했다. | [ 55 ]            |
| 33   | 리파리안 플라자              |      | 브리즈번   | 200 (656)     | 200 (656)    | 53   | 2005     | 50m 통신 마스트가 마천루 꼭대기에 있다. | [ 56 ] [ 57 ]     |

## 공사중 혹은 제안된 가장 높은 마천루
이 목록에는 CTBUH에 따라 오스트레일리아에서 건설, 승인 또는 제안된 200m가 넘는 가장 높은 마천루가 포함되어 있다. (이미 토핑한 마천루는 제외)

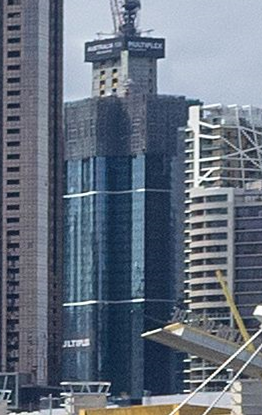
오스트레일리아 108는 2018년 4월에 공사중이다. 이 프로젝트는 2020년에 완공될 것으로 예상된다.

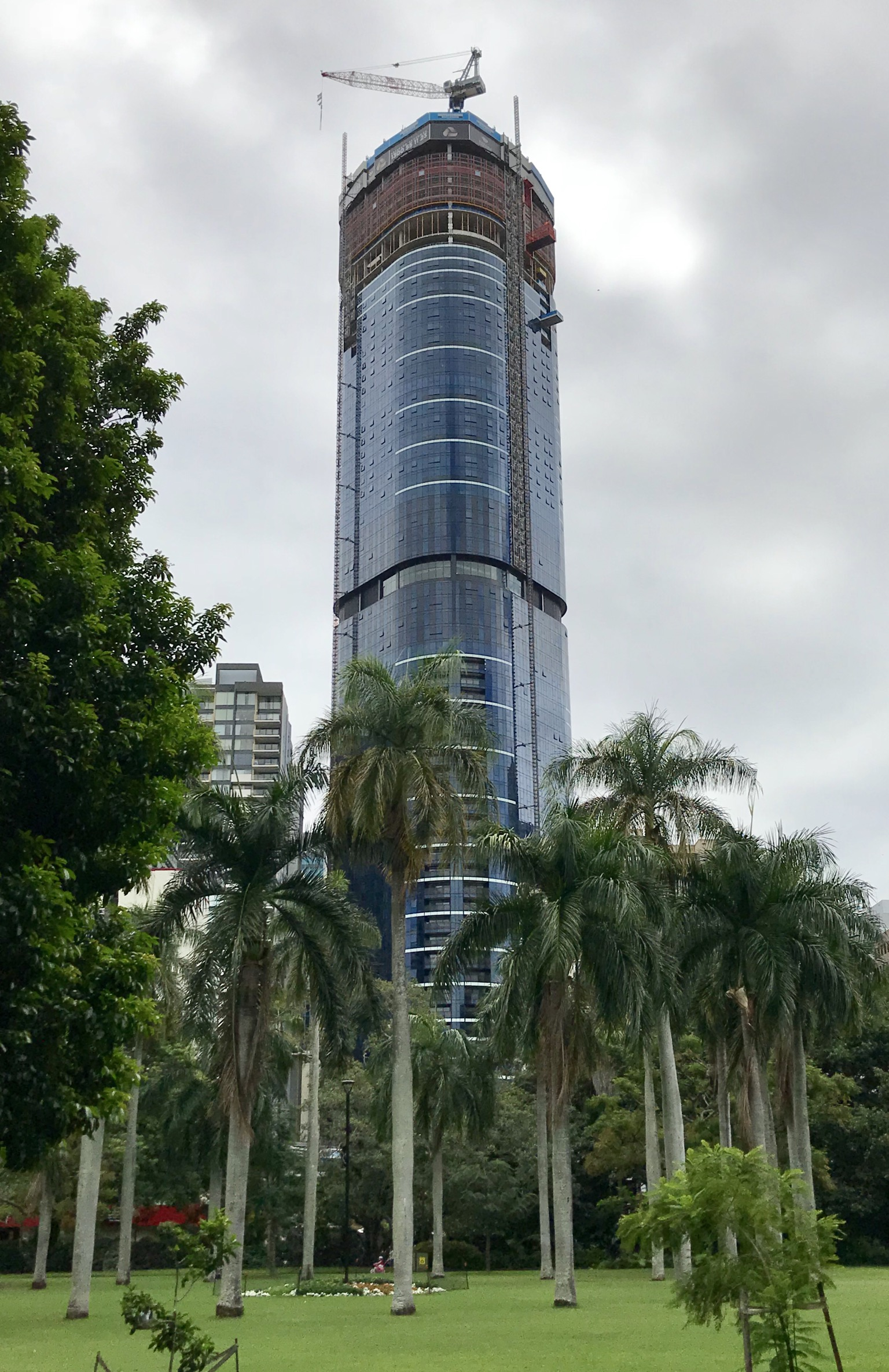
브리즈번 스카이타워는 2018년 3월에 공사중이다. 이 프로젝트는 2019년에 완공될 것으로 예상된다.

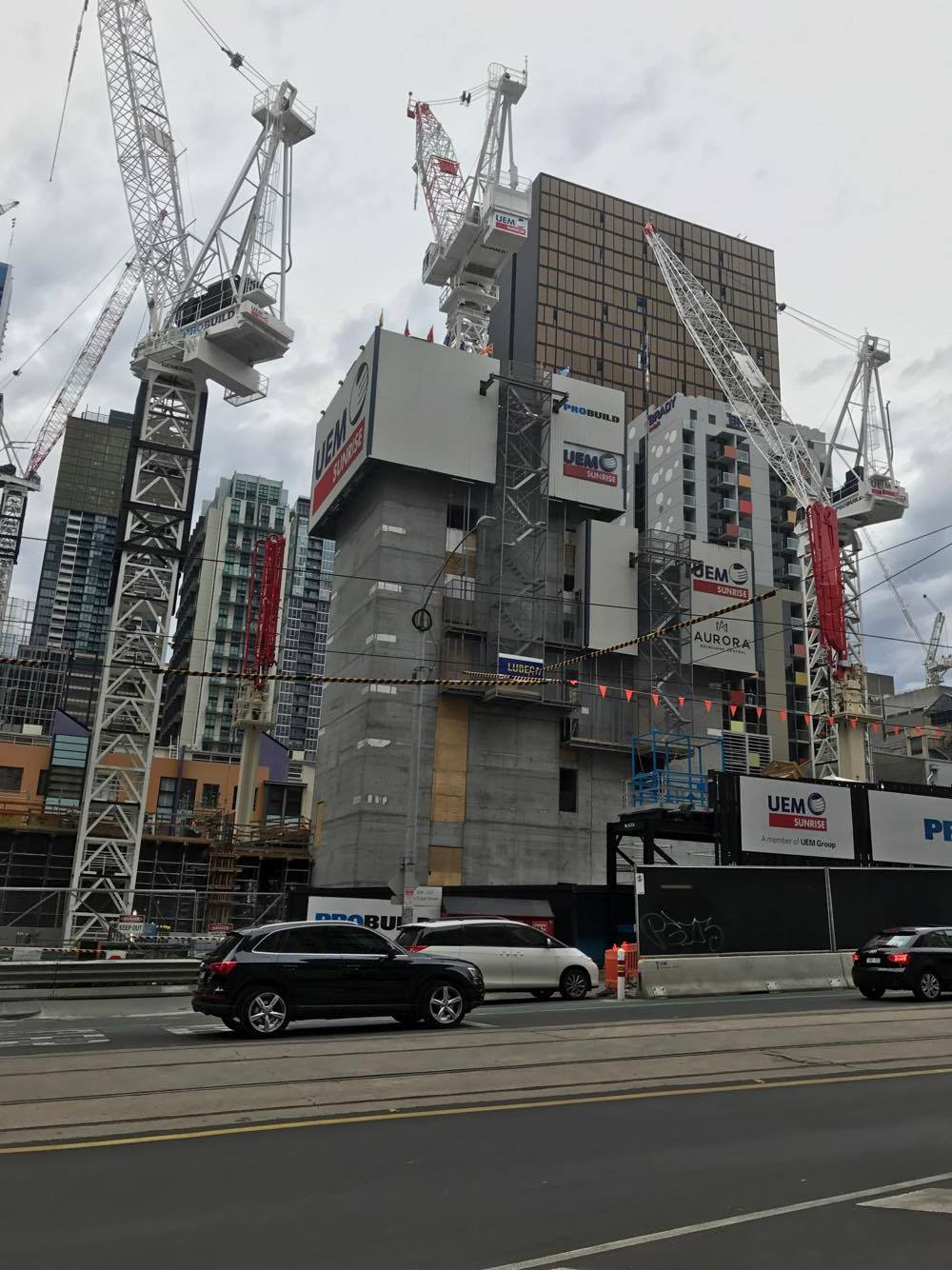
오로라 멜버른 센트럴은 2016년 12월에 공사중이다. 이 프로젝트는 2019년에 완공될 것으로 예상된다.

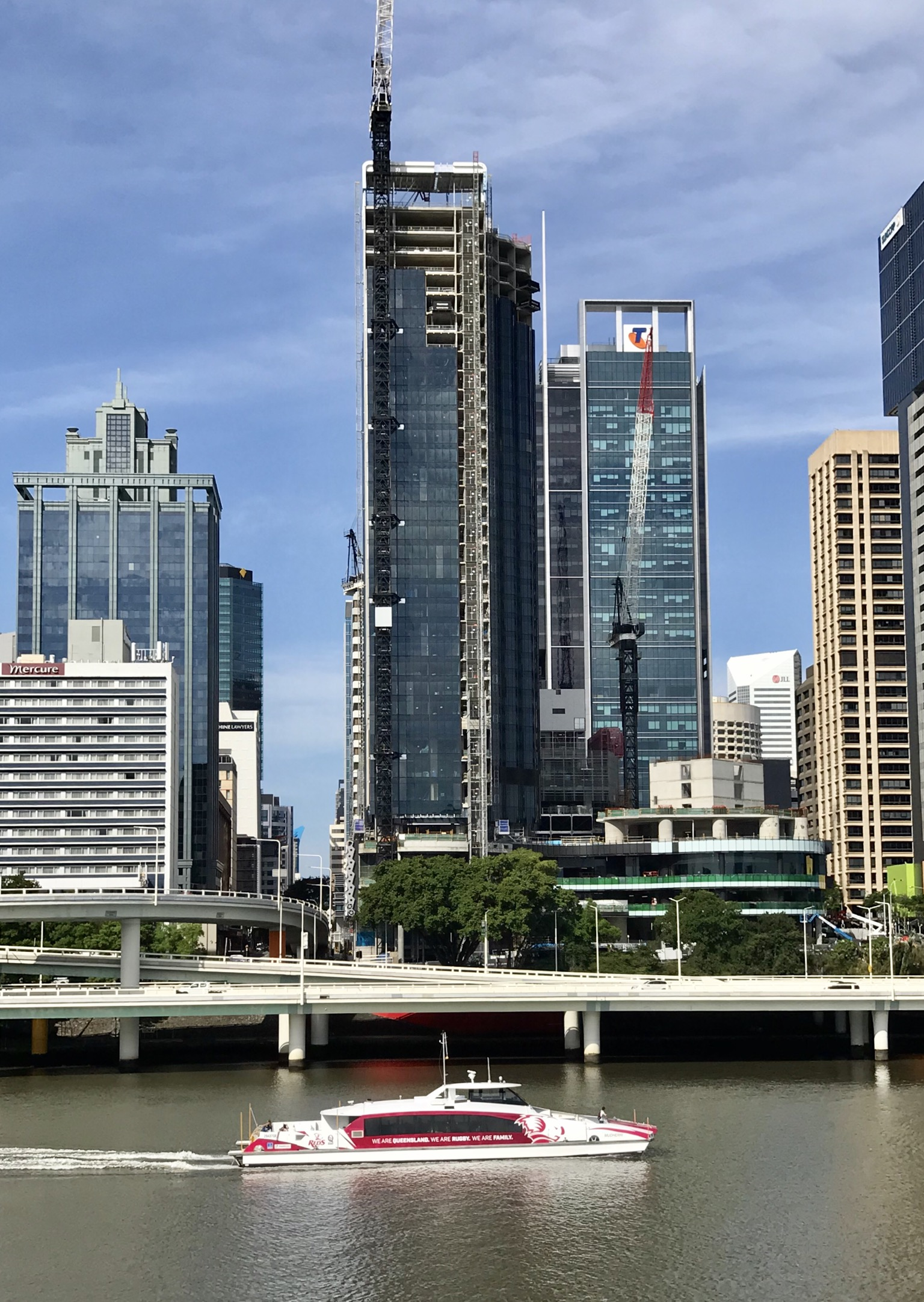
브리즈번 쿼터는 2018년 1월에 공사중이다. 이 프로젝트는 2019년에 완공될 것으로 예상된다.

| 공사중 | 승인됨 | 제안됨 |

| 이름                              | 높이  | 높이  | 층수 | 용도      | 도시       | 완공 | 상태   |
| 이름                              | m     | ft    | 층수 | 용도      | 도시       | 완공 | 상태   |
| --------------------------------- | ----- | ----- | ---- | --------- | ---------- | ---- | ------ |
| 매직 타워                         | 330   | 1,080 | 60   | 혼합 사용 | 멜버른     | TBA  | 제안됨 |
| 오리온 타워 1                     | 328   | 1,076 | 103  | 주거      | 골드코스트 | TBA  | 승인됨 |
| 원 퀸즈브릿지                     | 323   | 1,060 | 90   | 혼합 사용 | 멜버른     | TBA  | 승인됨 |
| 오스트레일리아 108                | 317   | 1,040 | 100  | 주거      | 멜버른     | 2020 | 공사중 |
| 퍼스 월드 트레이드 센터 타워 1    | 309   | 1,014 | 75   | 업무시설  | 퍼스       | 2022 | 제안됨 |
| 아스파이어 파라마타 (페이스 2)    | 300   | 980   | 90   | 주거      | 시드니     | TBA  | 제안됨 |
| 스피릿                            | 297   | 974   | 89   | 주거      | 골드코스트 | 2019 | 공사중 |
| 시에나 스퀘어 타워 2              | 280   | 920   | 88   | 주거      | 골드코스트 | TBA  | 제안됨 |
| 25-35 파워 스트리트               | 280   | 920   | 71   | 혼합 사용 | 멜버른     | TBA  | 승인됨 |
| 브리즈번 넘버원                   | 274   | 899   | 82   | 주거      | 브리즈번   | TBA  | 제안됨 |
| 640 버크 스트리트                 | 273   | 896   | 85   | 주거      | 멜버른     | TBA  | 제안됨 |
| 크라운 시드니                     | 271   | 889   | 75   | 혼합 사용 | 시드니     | 2020 | 공사중 |
| 30 앨버트 스트릿트                | 270   | 890   | 91   | 주거      | 브리즈번   | TBA  | 승인됨 |
| 브리즈번 스카이타워               | 270   | 890   | 89   | 주거      | 브리즈번   | 2018 | 공사중 |
| 웨스트 사이드 플레이스 타워 1     | 270   | 890   | 85   | 주거      | 멜버른     | TBA  | 승인됨 |
| 오로라 멜버른 센트럴              | 269   | 883   | 88   | 주거      | 멜버른     | 2019 | 공사중 |
| 171 에드워드 스트리트             | 265   | 869   | 81   | 주거      | 브리즈번   | TBA  | 승인됨 |
| 182 조지 스트리트                 | 263   | 863   | 55   | 업무시설  | 시드니     | TBA  | 제안됨 |
| 브리즈번 쿼터                     | 262   | 860   | 81   | 주거      | 브리즈번   | 2018 | 공사중 |
| 505 조지 스트리트                 | 262   | 860   | 78   | 주거      | 시드니     | TBA  | 제안됨 |
| 280 퀸 스트리트                   | 252   | 827   | 80   | 주거      | 멜버른     | TBA  | 제안됨 |
| 197 처치 스트리트                 | 250   | 820   | 80   | 주거      | 시드니     | TBA  | 제안됨 |
| 스트리트 앤드류스 플레이스        | 249.5 | 819   | 62   | 주거      | 퍼스       | TBA  | 제안됨 |
| 퀸즈 플레이스 타워 2              | 249   | 817   | 79   | 주거      | 멜버른     | TBA  | 승인됨 |
| 프리미어 타워                     | 249   | 817   | 78   | 주거      | 멜버른     | 2020 | 공사중 |
| 퀸즈 플레이스 타워 1              | 247   | 810   | 79   | 주거      | 멜버른     | TBA  | 승인됨 |
| 원 시드니 하버 타워 1             | 247   | 810   | 71   | 주거      | 시드니     | 2023 | 승인됨 |
| 350 퀸 스트리트 트윈 타워 1       | 246   | 807   | 79   | 주거      | 멜버른     | TBA  | 제안됨 |
| 350 퀸 스트리트 트윈 타워 2       | 246   | 807   | 79   | 주거      | 멜버른     | TBA  | 제안됨 |
| 빅토리아 원                       | 246   | 807   | 75   | 주거      | 멜버른     | 2017 | 공사중 |
| 엘리시움                          | 244   | 801   | 75   | 주거      | 멜버른     | TBA  | 승인됨 |
| 아스파이어 파라마타 (페이스 1)    | 243   | 797   | 70   | 주거      | 시드니     | TBA  | 제안됨 |
| 웨스트 사이드 플레이스 타워 2     | 240   | 790   | 75   | 주거      | 멜버른     | TBA  | 승인됨 |
| 스완스톤 센트럴                   | 237   | 778   | 72   | 주거      | 멜버른     | TBA  | 공사중 |
| 그린랜드 센터 시드니              | 237   | 778   | 68   | 주거      | 시드니     | 2019 | 공사중 |
| 85-93 로리머 스트리트             | 234   | 768   | 74   | 주거      | 멜버른     | TBA  | 제안됨 |
| 600 콜린스 스트리트               | 234   | 768   | 74   | 주거      | 멜버른     | TBA  | 제안됨 |
| 웨스트 사이드 플레이스 타워 4     | 230   | 750   | 68   | 주거      | 멜버른     | TBA  | 승인됨 |
| 295 시티 로드                     | 228   | 748   | 70   | 주거      | 멜버른     | TBA  | 제안됨 |
| 타워 멜버른                       | 226   | 741   | 71   | 주거      | 멜버른     | TBA  | 승인됨 |
| 71-87 시티 로드                   | 225   | 738   | 67   | 주거      | 멜버른     | TBA  | 제안됨 |
| 그랜드 마크웰 타워 2              | 221   | 725   | 67   | 주거      | 골드코스트 | TBA  | 제안됨 |
| 380 론즈데일 스트리트 (노스 타워) | 218   | 715   | 67   | 주거      | 멜버른     | TBA  | 승인됨 |
| 158 시티 로드                     | 218   | 715   | 65   | 주거      | 멜버른     | TBA  | 제안됨 |
| 97 프랭클린 스트리트              | 216   | 709   | 62   | 주거      | 멜버른     | TBA  | 승인됨 |
| 퀘이 쿼터 타워                    | 216   | 709   | 54   | 업무시설  | 시드니     | TBA  | 승인됨 |
| 295-309 킹 스트리트               | 215   | 705   | 63   | 주거      | 멜버른     | TBA  | 제안됨 |
| 더 스타 타워                      | 215   | 705   | TBC  | 호텔      | 시드니     | TBA  | 제안됨 |
| 293-303 라 트로브 스트리트        | 213   | 699   | 66   | 주거      | 멜버른     | TBA  | 제안됨 |
| 32-44 플린더스 스트리트           | 212   | 696   | 67   | 주거      | 멜버른     | TBA  | 제안됨 |
| 111-125 에이 베케트 스트리트      | 210   | 690   | 65   | 주거      | 멜버른     | TBA  | 제안됨 |
| 웨스트 사이트 플레이스 타워 3     | 210   | 690   | 63   | 주거      | 멜버른     | TBA  | 승인됨 |
| 272 퀸 스트리트                   | 210   | 690   | 62   | 혼합 사용 | 멜버른     | TBA  | 승인됨 |
| 48 맥쿼리 스트리트                | 210   | 690   | 61   | 주거      | 시드니     | TBA  | 제안됨 |
| 원 시드니 하버 타워 2             | 207   | 679   | 60   | 주거      | 시드니     | 2023 | 승인됨 |
| 183-189 에이 베케트 스트리트      | 206   | 676   | 67   | 주거      | 멜버른     | TBA  | 제안됨 |
| 콜린스 하우스                     | 204   | 669   | 61   | 주거      | 멜버른     | 2018 | 공사중 |

## 주 또는 테리토리별 가장 높은 마천루
다음 표는 뉴 사우스웨일스, 퀸즐랜드, 빅토리아 및 웨스트 오스트레일리아 만이 건축 세부사항 및 지붕에 대해 가장 높은 마천루 목록에 현재 등장한 각 주에서 가장 높은 마천루를 보여준다. 건축 세부사항에 고도가 사용된다.
| 현재                     | 현재                      | 현재  | 현재 | 현재 |
| 주 / 지방                | 마천루                    | 높이  | 층수 | 연도 |
| ------------------------ | ------------------------- | ----- | ---- | ---- |
| 퀸즐랜드주               | Q1                        | 323 m | 78   | 2005 |
| 빅토리아주               | 유레카 타워               | 297 m | 91   | 2006 |
| 웨스턴오스트레일리아주   | 센트럴 파크               | 249 m | 52   | 1992 |
| 뉴사우스웨일스주         | 치플리 타워               | 244 m | 53   | 1992 |
| 사우스오스트레일리아주   | 웨스트팩 하우스           | 132 m | 31   | 1988 |
| 노던 준주                | 에볼루션 온 가디너        | 99 m  | 33   | 2008 |
| 오스트레일리아 수도 준주 | 로벳 타워                 | 93 m  | 25   | 1973 |
| 태즈메이니아주           | 레스트 포인트 호텔 카지노 | 73 m  | 19   | 1973 |

다음 표에는 완공될 때 각각의 주 또는 테리토리에서 가장 높은 마천루가 될 미래의 가장 높은 마천루가 나열되어 있다. 나열된 모든 마천루는 공사중이거나 꼭대기에 올라서 있다.
| 미래                   | 미래                | 미래  | 미래 | 미래   | 미래 |
| 주 / 지방              | 마천루              | 높이  | 층수 | 상태   | 연도 |
| ---------------------- | ------------------- | ----- | ---- | ------ | ---- |
| 빅토리아주             | 오스트레일리아 108  | 317 m | 100  | 공사중 | 2020 |
| 뉴사우스웨일스주       | 크라운 시드니       | 271 m | 75   | 공사중 | 2019 |
| 사우스오스트레일리아주 | 프롬 센트럴 타워 원 | 135 m | 36   | 공사중 | 2019 |

## 가장 마천루가 있는 도시
이 표는 높이가 150 미터가 넘는 하나 이상의 마천루가 있고 완공되었거나 토핑 아웃되었거나 공사중인 오스트레일리아 도시를 보여준다.
| \| 순위 \| 도시 \| 주 \| 150 m \| 200 m+ \| 250 m+ \| 300 m+ \| 합계 \| \| ---- \| ---------- \| ----------------------- \| ----- \| ------ \| ------ \| ------ \| ------ \| \| 1 \| 멜버른 \| 빅토리아 주 \| 58 \| 22 \| 10 \| 1 \| 58[N1] \| \| 2 \| 시드니 \| 뉴사우스웨일스 주 \| 41 \| 11 \| 1 \| – \| 41[N2] \| \| 3 \| 브리즈번 \| 퀸즐랜드 주 \| 17 \| 7 \| 3 \| – \| 17[N3] \| \| 4 \| 골드코스트 \| 퀸즐랜드 주 \| 10 \| 4 \| 2 \| 1 \| 10[N4] \| \| 5 \| 퍼스 \| 웨스턴오스트레일리아 주 \| 6 \| 3 \| – \| – \| 6[N5] \| 각서 - N1. 총 58개의 마천루 중 18개가 공사중이거나 꼭대기에 있다. - N2. 총 41개의 마천루 중에서 7개가 공사중이거나 꼭대기에 오른다. - N3. 총 17개의 마천루 중 3개가 공사중이거나 꼭대기에 있다. - N4. 총 10개의 마천루 중에서 2개가 공사중이거나 꼭대기에 있다. - N5. 총 6개의 마천루 중에서 2개가 공사중이거나 꼭대기에 있다. |            |                         |       |        |        |        |        |

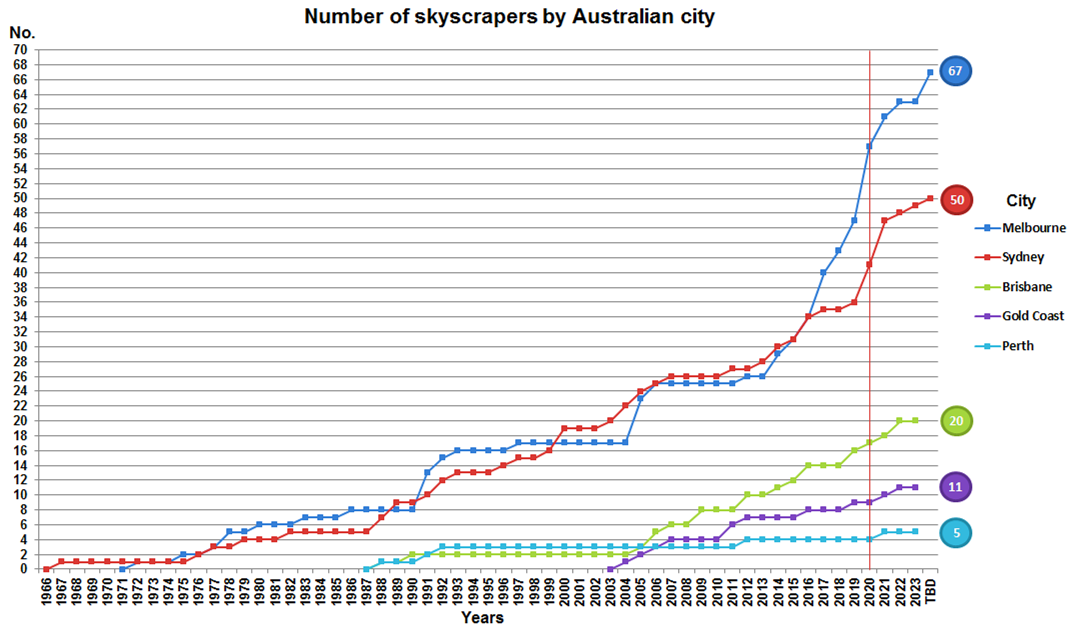
높이 150 미터 이상의 마천루의 누적 선 그래프 (2018년 1월 현재 오스트레일리아의 도시에서 완공 중이다. 자료는 세계초고층도시건축학회)

| 순위 | 도시       | 주                      | 150 m | 200 m+ | 250 m+ | 300 m+ | 합계   |
| 1 | 멜버른     | 빅토리아 주             | 58    | 22     | 10     | 1      | 58[N1] |
| 2 | 시드니     | 뉴사우스웨일스 주       | 41    | 11     | 1      | –      | 41[N2] |
| 3 | 브리즈번   | 퀸즐랜드 주             | 17    | 7      | 3      | –      | 17[N3] |
| 4 | 골드코스트 | 퀸즐랜드 주             | 10    | 4      | 2      | 1      | 10[N4] |
| 5 | 퍼스       | 웨스턴오스트레일리아 주 | 6     | 3      | –      | –      | 6[N5]  |

## 같이 보기
- 오세아니아의 건축물 및 구조물 목록
- 오세아니아의 마천루 목록